# Homeomastax surda
Homeomastax surda är en insektsart som först beskrevs av Burr 1899.  Homeomastax surda ingår i släktet Homeomastax och familjen Eumastacidae. Inga underarter finns listade i Catalogue of Life.